# دياندرا تشاتشوانغ
دياندرا تشاتشوانغ (بالفرنسية: Diandra Tchatchouang)‏ مواليد 14 يونيو 1991 في سين سان دوني، فرنسا، هي لاعبة كرة سلة فرنسية. بدأت مسيرتها الاحترافية في سنة 2011. تم اختيارها من قبل فريق سان أنطونيو ستارز خلال الدرافت. تلعب مع نادي بورجيز لكرة السلة للسيدات في الدوري الفرنسي لكرة السلة للسيدات. يبلغ طولها 6 قدم 2 بوصة (1.9 م). لعبت مع نادي لات لكرة السلة للسيدات ونادي بورجيز لكرة السلة للسيدات.

## روابط خارجية
- دياندرا تشاتشوانغ على موقع الاتحاد الدولي لكرة السلة (الإنجليزية)
- دياندرا تشاتشوانغ على موقع كرة السلة الأوروبية.كوم (الإنجليزية)
- دياندرا تشاتشوانغ على موقع كلية كرة السلة في سبورتس رفرنس.كوم (الإنجليزية)
- دياندرا تشاتشوانغ على موقع بروبوليرز (الإنجليزية)
- دياندرا تشاتشوانغ على موقع سبورتس رفرنس (الإنجليزية)
- دياندرا تشاتشوانغ على موقع سبورتس رفرنس (الإنجليزية)
- دياندرا تشاتشوانغ على موقع اللجنة الأولمبية الدولية (الإنجليزية)
- دياندرا تشاتشوانغ على موقع أوليمبيديا (الإنجليزية)
- دياندرا تشاتشوانغ على موقع اللجنة الأولمبية الفرنسية (مؤرشف) (الفرنسية)